# Comuna de Stegna
Stegna (polaco: Gmina Stegna) é uma gminy (comuna) na Polónia, na voivodia de Pomerânia e no condado de Nowy Dwór. A sede do condado é a cidade de Stegna.
Conforme os censos de 2004, a comuna tem 9531 habitantes, com uma densidade 56,2 hab/km².

## Área
Estende-se por uma área de 169,57 km², incluindo:
- área agrícola: 72%
- área florestal: 10%

## Demografia
Dados de 30 de Junho 2004:
|                      | Total   | Total | Mulheres | Mulheres | Homens  | Homens |
| -------------------- | ------- | ----- | -------- | -------- | ------- | ------ |
|                      | pessoas | %     | pessoas  | %        | pessoas | %      |
| População            | 9531    | 100   | 4786     | 50,2     | 4745    | 49,8   |
| Densidade (pop./km²) | 56,2    | 100   | 28,2     | 28,2     | 28      | 28     |

De acordo com dados de 2005, o rendimento médio per capita ascendia a 1848,85 zł.

## Comunas vizinhas
- Cedry Wielkie, Gdańsk, Nowy Dwór Gdański, Ostaszewo, Comuna de Sztutowo.